# Bohemian Betyars
A Bohemian Betyars nevű magyar világzenei együttes 2009-ben alakult meg, Szűcs Levente énekes és Mihályfi Máté elektromos gitáros vezetésével, Miskolcon. Dalaikban jelentős szerepet játszanak a magyar, balkáni és cigány dallamok, melyekbe ska, punk, és pszichedelikus témákat kevernek. Az együttes saját magát „speed-folk-freak-punk-nak” nevezi, amely jellemzi a Bohemian Betyars „őrült” előadásmódját és zenei változatosságát.

## Történetük
A Bohemian Betyars 2009-ben alakult. Az önmagukat speed-folk freak-punknak nevező együttes zenéje egy új, izgalmas keverékké állt össze: a zúzós punkot, pattogó skát, sodró pszichedéliát vagy éppen a melodikus témáikat fűszerezték magyar, balkáni és cigány dallamokkal.
2016-ban a Bohemian Betyars nyerte meg a Nagy-Szín-Pad című „tehetségmutató” versenyt.
Az RTL Klub Farm tévésorozata főcímdalának a Megjöttek a fiúk (Stone Soup, 2012) című számukat választotta, a Drága örökösök tévésorozat főcímdalát is ők játsszák (Majd' meghalok / Csavargó, 2017).

## Tagok
- Szűcs Levente – akusztikus gitár, ének
- Palágyi Máté „Kakas”– hegedű, ének
- Kondor Domonkos - trombita
- Mihályfi Máté – elektromos gitár, tambura, vokál
- Fehér Gábor – basszusgitár, bőgő, vokál
- Dankó Dániel – dob[3]

### Korábbi tagok
- Pethő Máté – ének
- Fellegi Kristóf - dob
- Botár Richárd – dob
- Hajnal Ferenc – szaxofon
- Czégé Balázs – szaxofon
- Muhari Krisztián - trombita[1][4]

## Diszkográfia
- Boros utca 1. (2011)
- Stone Soup (2012)
- Utcabetyár (2013)
- Összefúj a szél EP(2015)
- Csavargó (2017)[5]
- Gubancos (2021)